# 1173 en santé et médecine
| Années de la santé et de la médecine : 1170 - 1171 - 1172 - 1173 - 1174 - 1175 - 1176    |
| Décennies de la santé et de la médecine : 1140 - 1150 - 1160 - 1170 - 1180 - 1190 - 1200 |

Cet article présente les faits marquants de l'année 1173 en santé et médecine.

## Fondations
- Frédéric de Pluvoise, évêque de Metz, fonde à Sarrebourg en Lorraine sous le patronage de saint Nicolas « un hospice destiné à l'accueil, notamment, de voyageurs pauvres » et qui est à l'une des origines de l'actuel centre hospitalier de la ville[1].
- Fondation à Correggio, en Italie, par Alberto, seigneur du lieu, d'un hôpital placé sous l'invocation des saints Barthélemy, Thomas et Quirin[2].
- À la sortie occidentale de Sarrebourg, en Lorraine, mention d'une maison de refuge ou hôpital, sous le terme de « Elendskapelle », qui peut se traduire par « chapelle des malades » ou « des lépreux[3] ».
- À Londres, une annexe du prieuré augustinien de St. Mary Overie est renommée Hospital of St. Thomas the Martyr à l'occasion de la canonisation de Thomas Becket[4],[5].
- Vers 1173 : fondation de la léproserie de Southampton dans le comté de Hampshire en Angleterre[6].

## Personnalités
- Fl. Guillaume, médecin cité dans une charte de l'abbaye des Vaux-de-Cernay[7].
- Fl. Guillaume, médecin cité dans une charte de l'abbaye Saint-Lucien de Beauvais[7].
- 1173-1184 ? : fl. Guillaume Pons, médecin à Montpellier[7].
- 1173-1186 : fl. Guillaume de Gap, médecin et moine de l'abbaye de Saint-Denis[7].

## Décès
- Hugues de Fouilloy (né vers1100), auteur d'un « texte remarquable, bien qu'inachevé[8] » sur l’étiologie et le traitement des troubles mentaux, le De medicina animae (« De la médecine de l'âme »), rédigé entre 1125 et 1132.